# Alblasserdam
Alblasserdam község Hollandiában, Dél-Holland tartományban. Lakosainak száma 19 838 (2014).

## Földrajza
Lisse Dél-Holland tartományban fekszik; határos Molenwaard, Hendrik-Ido-Ambacht, Ridderkerk és Papendrecht településekkel.

## Háztartások száma
Alblasserdam háztartásainak száma az elmúlt években az alábbi módon változott:
| Háztartások száma | 7626 | 7727 | 7856 | 7942 | 7967 | 7983 | 8044 | 8076 | 8124 |
|                   | 2010 | 2011 | 2012 | 2013 | 2014 | 2015 | 2016 | 2017 | 2018 |

## Itt születtek
- Cornelis van Eesteren (1897-1988) építész
- Cees van Kooten (1948) labdarúgó és labdarúgóedző
- Adri de Gelder (1953-2006) természetvédő
- Herman van der Horst (1910-1976) filmrendező, producer és forgatókönyvíró
- Patrick van Kerckhoven (1970) DJ és zenei producer (DJ Ruffneck)